# Sabena Technics
Sabena Technics est un groupe d'entreprises françaises spécialisées dans la maintenance aéronautique. L'activité de maintenance de la flotte de la compagnie aérienne SABENA a été rachetée par le groupe TAT, société française de maintenance aéronautique issue de la compagnie Touraine Air Transport créée par Michel Marchais. L'ensemble de cette activité de maintenance française utilise désormais le nom commercial SABENA Technics. Elle apporte un soutien logistique et sa capacité de maintenance sur tous les domaines de l'exploitation de l'activité aéronautique, tant civile que militaire grâce à l'obtention des niveaux de qualité requis[réf. nécessaire]. 

## Historique

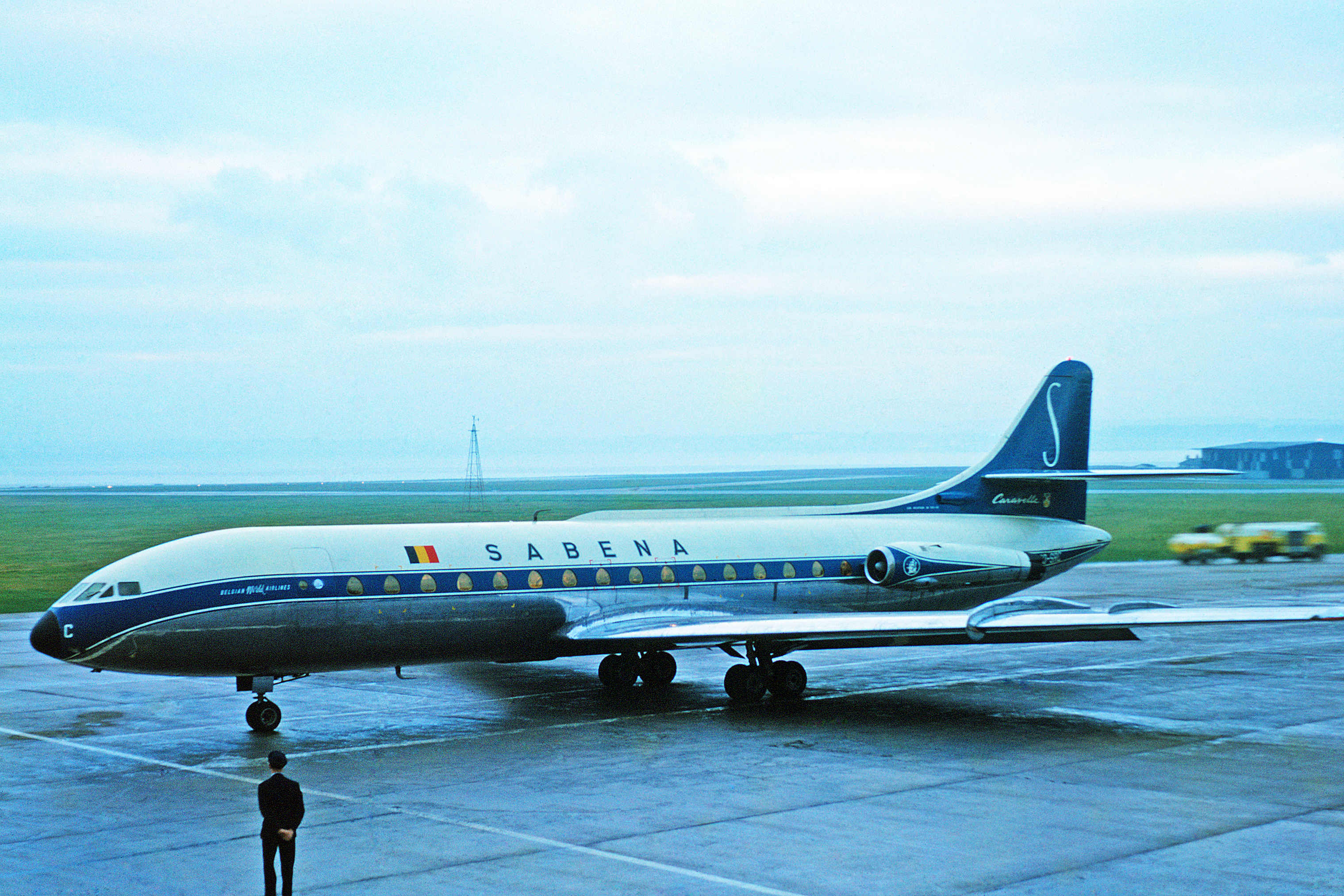
La société doit son nom à la compagnie aérienne porte-drapeau belge Sabena, qui l'a créée en 1968.

Sabena Technics est créée en 1923 par la Société anonyme belge d'exploitation de la navigation aérienne (Sabena), compagnie aérienne porte-drapeau belge, qui fit faillite le 7 novembre 2001.

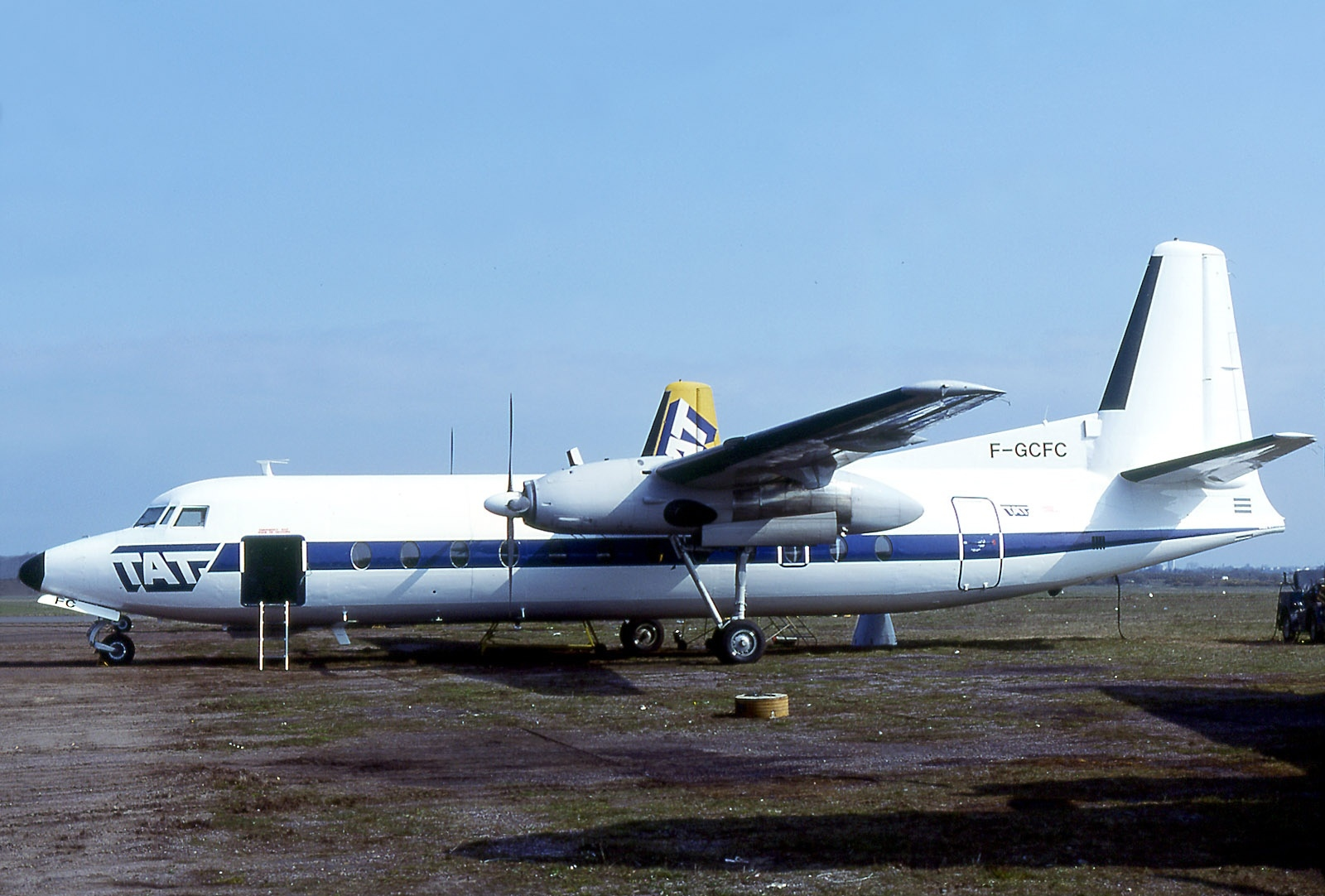
Maintenance des avions régionaux de la compagnie TAT en 1980 à Dinard-Pleurtuit.

En 2000, TAT Industries fait l'acquisition d'AOM Industries, basée à Nîmes et issue du département de maintenance de la compagnie aérienne AOM, ce qui permet à TAT Industries de développer ses activités maintenance cellule, ainsi que ses marchés militaires.
En 2005, après la faillite de la Sabena, Sabena Technics, département de maintenance de l'ancienne compagnie nationale belge, alors situé à Bruxelles et spécialisée dans les avions moyens et gros porteurs est reprise par l'entreprise française TAT. 
Le 12 mai 2006, le conseil d'administration d'EADS a fait part de sa préoccupation face aux pertes affichées par sa filiale Sogerma en 2005, soit 237 millions d'euros à ajouter à un endettement de 339 millions d'euros.
Dans un premier temps, EADS annonça la fermeture totale de l'établissement de Mérignac, employant près de 1 000 personnes. À la suite de l'intervention du gouvernement français, EADS s'est engagé à conserver environ 500 personnes sur le site, et à trouver une solution pour les autres salariés, que ce soit en reclassement au sein du groupe ou à l'aide d'un plan de préretraite. Finalement, 650 emplois seront préservés.
Les activités de maintenance de Sogerma sont finalement rachetées par le groupe TAT, spécialisé dans la maintenance et les services aériens.
En 2007, le groupe Sabena Technics acquiert EADS Sogerma à Mérignac et en Tunisie ainsi qu'EADS Barfield.
Sogerma Service, issue des activités de maintenance de EADS Sogerma et située à Bordeaux, fournit au groupe une nouvelle structure permettant un support supplémentaire pour les clients civils et militaires, ainsi qu'un bureau d'études et une entité destinée à la formation et à la qualification des techniciens sur tout type d'Airbus.
Barfield, basé à Miami, Phoenix, Louisville et Bogota, est spécialisé dans les activités de réparation et d'entretien d'équipements, les programmes de support complet personnalisé, la gestion et la distribution de pièces de rechange, et le Matériel de Servitude au Sol (Ground Support Test Equipement), Bruxelles.
Le 2 juillet 2010, le comité d'établissement de Sabena Technics Bordeaux a été informé que l'entreprise faisait actuellement l'objet d'une évaluation de ses actifs.
En 2014, le groupe Sabena Technics cède sa filiale Barfield à Air-France-KLM.
La même année, la filiale bruxelloise Sabena Technics BRU, de laquelle TAT a récupéré le nom et la notoriété, se sépare du groupe TAT et opère désormais sous le nom de Sabena Engineering. Sabena Technics n'a donc plus aucun lien avec Bruxelles ni avec la Sabena, mais a repris sa dénomination en parallèle avec Sabena Engineering.
En 2019, Sabena Technics récupère par décision judiciaire la société New EAS. La société de maintenance est basée sur l’aéroport de Perpignan-Rivesaltes.
En 2020, Sabena technics poursuit sa stratégie de croissance externe et annonce le rachat de la société Aeromecanic - désormais Sabena technics MRS - augmentant ainsi sa présence sur le marché de la maintenance des hélicoptères militaires. La même année, le groupe annonce annonce l’acquisition de la société AeroTech Pro, spécialisée dans l'assistance technique sur les marchés militaires en France et à l’Export.
En 2022, Sabena rachète la société Héli-Union, un opérateur de maintenance d’hélicoptères, anciennement détenue par l’homme d’affaires Patrick Molis .

## Structure du groupe
| Principales entités      | Siège         | CA en K€ | exercice |                                       |
| ------------------------ | ------------- | -------- | -------- | ------------------------------------- |
| Sabena Technics BOD      | Mérignac      | 178 829  | 2018     | Réparations et maintenance d'aéronefs |
| Sabena Technics FNI      | Saint-Gilles  | 129 376  | 2018     | Réparations et maintenance d'aéronefs |
| Sabena Technics DNR      | Saint-Lunaire | 115 358  | 2018     | Réparations et maintenance d'aéronefs |
| Sabena Technics holding  | Orly          | 10 963   | 2018     | Holding                               |
| Sabena Technics TLS      | Cornebarrieu  | 7 2014   | 2016     | Peinture                              |
| Sabena Technics Training | Mérignac      | 2 415    | 2018     | Formation continue                    |
| Sabena Technics PAR      | Paris 15e     | 1 081    | 2018     | Holding                               |

## Activités
Son offre est répartie en ligne de produits : Maintenance cellule & équipements, modifications & modernisations, CAMO, Gestion de chaine logistique, peinture d'aéronefs et formation technique. Sabena Technics emploie plus de 4 000 personnes, permettant d'effectuer la maintenance cellule d'avions moyen et gros porteurs, ainsi que la révision de leurs équipements.

## Sites
Sabena Technics est présent sur 16 sites dans le monde et son siège est à Orly.
À l'Aéroport de Bordeaux-Mérignac, le groupe dispose de capacités de maintenance sur tout type d'Airbus ainsi que sur des avions militaires tels que le C-130. Le site emploie environ 1000 personnes. Les activités d'entretien des cellules sont effectués au sein de quatre hangars, répartis sur 100 000 m2 d'installations techniques. Les activités de révision et de réparation des équipements sont assurées par des ateliers spécialisés en avionique, électromécanique, hydraulique, trains d'hélicoptères, conditionnement d'air et carburant. L'ensemble de ces activités opérationnelles est soutenu par des moyens industriels propres importants tels que des ateliers de chaudronnerie, d'usinage, de traitement de surface et de peinture.
À l'aéroport de Saint-Malo-Dinard-Pleurtuit, les installations de l'entreprise s'étendent sur 35 000 m2, mobilisant un effectif de 650 personnes. Ce site accueille également sa coentreprise (Hydrep) avec Messier-Bugatti-Dowty, qui entretient, répare et révise les trains d'atterrissage d'avions régionaux et corporate, ainsi que d'hélicoptères. En septembre 2014, Messier-Bugatti-Dowty a racheté ses parts d'Hydrep à Sabena technics afin d'en prendre le contrôle à 100 %.
À l'aéroport de Nîmes-Garons, Sabena Technics FNI dispose de 20 000 m² d'installations et emploie plus de 420 personnes. Le site est principalement destiné à la maintenance lourde des avions civils et militaires. D'un côté, près de l'aérogare, sont entretenus des avions civils et militaires tels que le Boeing KC-135, l'A330 MRTT Phénix, l'A400M (dans de rares cas), ainsi que l'Airbus A330, l'A320 et le B737. Le hangar principal, divisé en trois baies, peut accueillir jusqu'à quatre avions de grande taille. Le site est également impliqué dans des activités d'ingénierie.
De l'autre côté, sur le site de l'ancienne base aéronavale de Nîmes-Garons, se trouve la zone destinée à la Sécurité Civile, composée de trois hangars distincts. Cette section prend en charge la maintenance des 12 bombardiers d'eau Canadair CL-415, ainsi que des 8 Dash 8 Q400-MR, des appareils multi-rôles utilisés pour le transport de passagers et de fret, en plus de leur rôle de bombardiers d'eau et de retardant incendie. Elle entretient également les 3 Beechcraft King Air 200, utilisés pour la surveillance aérienne et le transport de personnalités de haut rang.
À Aéroport de Perpignan-Rivesaltes, le groupe dispose de capacités de maintenance sur la gamme des Airbus A320 (A318, A319, A320 et A321) ainsi que sur Airbus A330/A340, sur les constructeurs américains Boeing et Mc Donnel Douglas avec les Boeing 727, Boeing 737, Boeing 757, Boeing 767 et MD80 ainsi que Lockheed Martin avec les Hercules C-130. L'installation se compose de deux hangars pour l'entretien des appareils et d'un troisième hangar (provenant d'un ancien aéroclub) pour le stockage des pièces et outillages. De plus, elle dispose d'un parking privatif pour stocker les appareils. À noter que c'est à Perpignan que sont entretenus plusieurs appareils appartenant ou ayant appartenu à des états Africains comme l'appareil de la République du Sénégal (Airbus A319 immatriculé 6V-ONE) ou l'appareil du colonel Kadhafi, un A340-200. 235 employés travaillent sur le site.
À Aéroport Marseille-Provence, Sabena Technics assure des services de maintenance d’avions et hélicoptères militaires. La société dispose d’installations industrielles, dont plus de 3 000 m2 de hangar et d’ateliers : moteurs, chaudronnerie, avionique, roues/freins et peinture.
À Istres, le groupe via sa filiale AeroTech Pro, propose des prestations d’assistance technique sur les marchés militaires en France et à l’Export. Elle bénéficie également d’un accès à un hangar de 10 000 m2 attenant à la base aérienne d’Istres pour effectuer, en propre, des opérations de maintenance des cellules des ravitailleurs A330 MRTT, mais aussi des A400 M et C130 de l'Armée de l'Air et de l'Espace,.
Sabena Technics dispose d'installations à l'aéroport de Paris-Charles-de-Gaulle (40 personnes sur 1 500 m2), où elle bénéficie d'un centre logistique de stockage et de distribution de pièces détachées et d'équipement avions. Ce centre est relié directement au service AOG de Sabena technics, disponible 365 jours par an, 24 heures sur 24. Un site à Évreux sur la Base 105 est également ouvert en 2011 pour la distribution de pièces détachées du transall C160. Les sites de Papeete et de Nouméa, représentant au total 4 800 m2 et 100 personnes, sont destinés à la gestion et à l'entretien d'avions du Ministère de la Défense français.
Anciennement en Amérique, Barfield, filiale du Groupe Sabena Technics, emploie 250 personnes dans ses sites de Miami, Phoenix, Louisville et Bogota (Colombie) pour des activités de réparations et d'entretien d'équipements, de programmes de support complet, de gestion et de distribution des pièces de rechange et de Ground Support Test Equipement (GSTE). Cette division a été revendu au groupe Air France-KLM.
Sabena Technics est aussi présent en Tunisie, à Monastir via sa joint venture avec la compagnie aérienne Nouvelair et à Liège en Belgique via sa joint venture (X-air services) avec TNT Airways.